# 에르켈 페렌츠

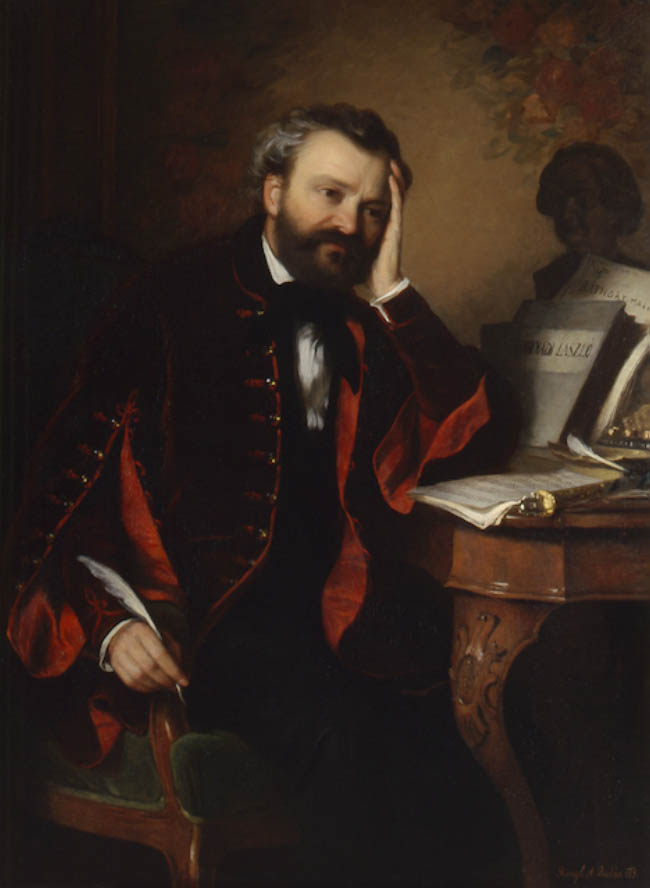
에르켈 페렌츠

에르켈 페렌츠(헝가리어: Erkel Ferenc, 1810년 11월 7일 ~ 1893년 6월 15일)는 헝가리의 작곡가이다.
헝가리의 국민 오페라의 창시자로서 줄러에서 태어나 1838년부터 부다페스트의 국립극장에서 지휘자로 활약하면서 오페라를 작곡하였다. 이탈리아의 명작 오페라에 필적한다고 하는 《너지 라슬로》(1844), 악극에 가까운 《항크 총독》(1861) 등이 그 대표작으로, 이것들은 지금도 헝가리 국내에서는 계속해 인기를 끌고 있다. 에르켈은 헝가리의 사실(史實)을 오페라화한 데서 당시의 독립운동의 일익을 담당한 애국자이며, 또 공모를 통해 선정된 《헝가리의 국가》는 그가 1845년에 작곡한 것이다.